# Niederkappel
Niederkappel ist eine Gemeinde in Oberösterreich im Bezirk Rohrbach im oberen Mühlviertel mit 996 Einwohnern (Stand 1. Jänner 2025). Die Gemeinde liegt im Gerichtsbezirk Rohrbach.

## Geographie

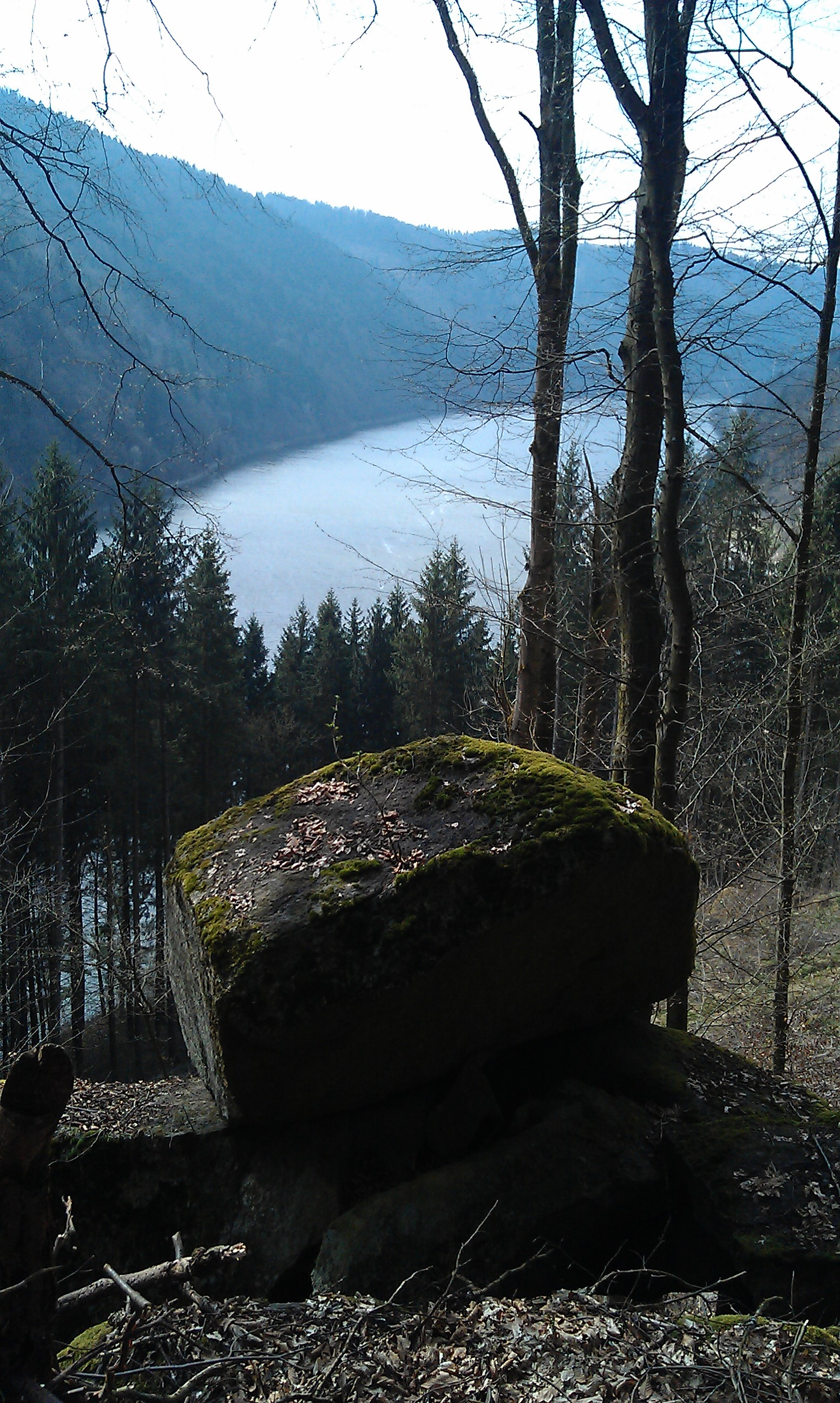
Blick auf die Donau.

Niederkappel liegt auf einer Höhe von 549 m ü. A. im südlichen Randbereich des Bezirks Rohrbach im oberen Mühlviertel. Bezogen auf die naturschutzfachliche Raumgliederung gehört das Gemeindegebiet überwiegend in der Raumeinheit Zentralmühlviertler Hochland, der südliche Abschnitt hingegen in der Raumeinheit Zentralmühlviertler Hochland. Die Ausdehnung beträgt von Nord nach Süd 6,2 und von West nach Ost 6,3 Kilometer, die Gesamtfläche umfasst 22,44 Quadratkilometer. Niederkappel liegt damit im oberen Mittelfeld der Gemeinden des Bezirks. Mit 43 Einwohnern pro km² war Niederkappel 2013 die Gemeinde mit der sechstniedrigsten Bevölkerungsdichte im Bezirk. Das Gemeindegebiet erstreckt sich über eine durchschnittliche Höhe zwischen 500 und 600 Meter, 2001 waren 29,8 Prozent der Gemeindefläche bewaldet, 59,6 Prozent der Fläche wurden landwirtschaftlich genutzt. Im Vergleich mit dem Bundesland Oberösterreich ist Niederkappel damit weniger bewaldet als der Landesschnitt (Oberösterreich: 38,3 Prozent) bzw. besteht mehr landwirtschaftliche Nutzfläche (Oberösterreich: 49,3 Prozent). Der Anteil sonstiger Nutzungen (Bauflächen, Gärten, Gewässer und anderes) liegt mit 10,6 Prozent deutlich hinter dem Oberösterreichischen Durchschnitt von 13,8 Prozent. Nachbargemeinden sind Hofkirchen im Mühlkreis im Südwesten, Putzleinsdorf im Westen und Nordwesten, Lembach im Mühlkreis im Nordosten, Altenfelden im Osten und Kirchberg ob der Donau im Südosten. Im Süden verläuft die Bezirksgrenze zum Bezirk Eferding, wo Niederkappel an die Gemeinde Haibach ob der Donau grenzt.

### Geologie und Böden
Die Landschaft des Gemeindegebietes ist ein Teil der Böhmischen Masse die auf ein sehr altes Gebirge zurückgeht, dass durch die Variszische Gebirgsbildung im Paläozoikum (Karbon) entstand. Nach der starken Erodierung des ehemaligen Hochgebirges kam es während der Alpidischen Gebirgsbildung im Tertiär zur Aufhebung des kristallinen Grundgebirges um mehrere 100 Meter, wodurch Brüchen und Störungen entstanden. In weiterer Folge kam es im Tertiär und Quartär zur Ablagerung von Sedimenten. Der dominante Bodentyp in der Gemeinde ist silikatische Braunerde. Je nach Hanglage bestehen mittel- bis tiefgründige, reife Böden die nährstoffarm sind aber auf Grund ihres ausgeglichenen Wasserhaushaltes als ertragssicher gelten. Bei Vernässungen, Feuchtwiesen oder entlang von Fließgewässern besteht zudem Gley, der sich für Grünlandbewirtschaftung eignet, in höheren Waldplateaulagen treten auch Podsolierungserscheinungen auf.

### Landschaft und Vegetation
Der Großteil des Gemeindegebietes entfällt auf ein reliefiertes Kuppenland mit wechselnder Ausstattung von Landschaftselementen, wobei das Gebiet hauptsächlich von Nordwesten nach Südosten hin langsam abfällt und durch zahlreiche Kuppen und Mulden strukturiert ist. Es handelt sich hierbei um ein landwirtschaftlich mehr oder weniger intensiv geprägtes Gebiet mittlerer Höhenlagen, wobei zudem kleinere und größere Waldflächen über das Gebiet verstreut liegen. Größtenteils handelt es sich dabei um forstlich stark geprägte Fichtenreinbestände, in geringem Ausmaß auch um laubholzreiche Teilflächen (insbesondere Buchen). In der Landwirtschaft dominiert gemischte Acker- und Grünlandwirtschaft mit leichtem Grünland-Schwerpunkt. Im Süden des Gemeindegebiets liegen die bewaldeten Donauanhänge, die von naturnahen, steilen Hangwäldern dominiert sind. Größtenteils handelt es sich um naturnahe Eichen-Hainbuchenwälder, auf den Oberhängen bestehen teilweise auch fichtendominierte Bestände. Das Gebiet ist großteils als Natura 2000 Gebiet geschützt. Eine Besiedelung besteht hier nur im schmalen Talboden der Donau. An der Ostgrenze des Gemeindegebiets liegt die Kleine Mühl, die hier steile Hang- und Schluchtwälder ohne Besiedelung ausgebildet hat. Im Südteil des Gebiets bestehen Fichten-Tanne-Buche-Wälder, wobei im Schluchtwaldbereichen Eschen, Bergahorn und Bergulmen sowie in den tieferen Lagen auch Eichen und Hainbuchen vorkommen. Der Norden ist hier verstärkt forstlich von Fichten geprägt. Insgesamt von besonderer naturschutzfachlicher Bedeutung sind die naturnahen Hangwälder des Donautales, wobei sich hier gefährdete Arten und Gesellschaften wie Smaragdeidechsen und artenreiche Traubeneichen-Hainbuchenwälder halten konnten.

### Gemeindegliederung
Das Gemeindegebiet umfasst folgende Ortschaften (in Klammern Einwohnerzahl Stand 1. Jänner 2025):
- Amersdorf (54)
- Dorf (3)
- Grafenau (20)
- Haar (69)
- Kaindlsdorf (31)
- Klotzing (50)
- Lampersdorf (50)
- Niederbumberg (15)
- Niederkappel (354)
- Oberbumberg (48)
- Raiden (27)
- Römersdorf (31)
- Rumersdorf (43)
- Weikersdorf (66)
- Witzersdorf (135)

### Nachbargemeinden
| Putzleinsdorf           |                                             | Lembach im Mühlkreis   |
| Hofkirchen im Mühlkreis | Kompassrose, die auf Nachbargemeinden zeigt | Altenfelden            |
|                         | Haibach ob der Donau (EF)                   | Kirchberg ob der Donau |

## Geschichte

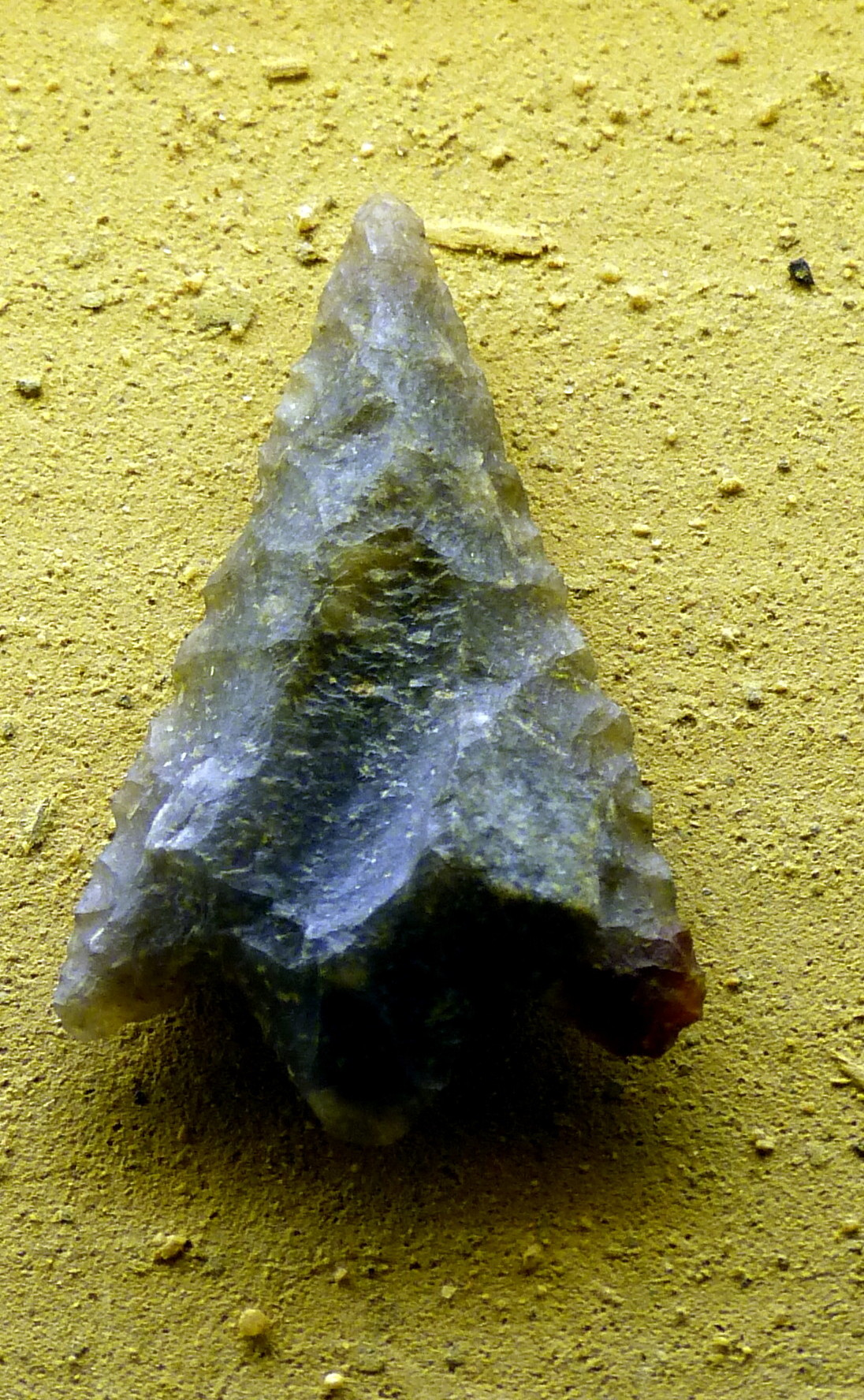
In Niederkappel gefundene Pfeilspitze aus der Jungsteinzeit.

### Frühgeschichte und Römerzeit
Funde aus der jüngeren Steinzeit weisen auf eine frühe Besiedelung des Gemeindegebietes hin. So wurden in den Jahren 1935 und 1936 fünf Flachbeile aus dieser Epoche auf dem Gemeindegebiet gefunden, die dem Landesmuseum Linz übergeben wurden. Fünf weitere Steinbeile aus Porphyrit bzw. Serpentinit fand man zwischen 1982 und 1985 in Niederkappel, Weikersdorf, Lampersdorf und Klotzing. Sie werden im Schulhaus von Niederkappel aufbewahrt. Von Christi Geburt bis etwa 400 nach Christus bildete die Donau die Grenze zwischen den Römern im Süden und den germanischen Markomannen im Norden. Nach dem Einfall der Heruler im Jahr 480 zogen die Römer aus dem Donauraum ab.
Um 2005 wurde bei Niederkappel ein knapp 5 cm großes geschliffenes Beil gefunden, das 2015 beforscht wurde. Es stammt aus der Jungsteinzeit, besteht aus Jade (Nephrit), möglicherweise aus Zederhaus an der Mur, Steiermark, und könnte als Statussymbol gedient haben.

### Mittelalter
Bayrische Siedler begannen ab dem 9. Jahrhundert mit der Besiedelung des Mühlviertels ausgehend von der Donau. Die Besiedelung war anfangs noch spärlich, erst um 1100 begann die Urbarmachung und Besiedelung des sogenannten Nordwaldes, einem damals nahezu undurchdringlichen Waldlandes zwischen der Mühl und der Ranna. Das Land zwischen Illz, Rodl, Böhmerwald und Donau war dabei 1010 von König Heinrich II. de, Passauer Benediktinerkloster Niedernburg geschenkt worden, woraufhin niederbayrische Adelsgeschlechter sich in diesem Raum niederließen und die Rodung immer neuer Gebiete leiteten. Um 1150 erfolgte die erste Nennung des Ortes als „Capella“, bis 1220 erlangte der Bischof von Passau alle Rechte an diesem Gebiet. Zwar kam die Region im 14. Jahrhundert unter österreichische Oberhoheit, dennoch blieb es auch passauisches Reichslehen und Teil des Reichsfürstentums Bistum Passau. „Chapelle“ (Niederkappel) wurde 1256 im Ilzstädtischen Landtag (Vertrag) ebenso wie Lembach, Hofkirchen, Putzleinsdorf, Sarleinsbach und Rohrbach als passauischer Gerichtssitz erwähnt, wobei etwa zur gleichen Zeit Ulrich von Capellen das Schloss Kappell (heute der Pfarrhof von Niederkappel) sowie eine Taverne (das ehemalige Gasthaus Pühringer) errichtet wurde. Spätere Besitzer des Schlosses waren die Raspen und um 1470 die Ruestorfer.
Der Name Niederkappel findet sich erstmals 1397 als „Nidern Chappeln“ in den Urkunden, wobei sich die Unterscheidung zwischen Ober- und Niederkappel auf die Lage der Kapellen am Lauf der Donau orientiert. Dabei war die Kapelle von Niederkapell von Passau aus gesehen die untere Kapelle. Um 1400 erhielt Niederkappel eine kleine gotische Kirche, die bis 1890 bestand. Um 1500 errichtete die Kirche zudem ein einklassiges Schulhaus im Ort.

### Frühe Neuzeit
Mitte des 16. Jahrhunderts erwarb das Adelsgeschlecht der Rödern von den Ruestorfern die passauischen Lehensgüter und damit auch das Schloss und die Taverne in Niederkappel. Somit wurde 1562 Niederkappel Teil der Herrschaft Berg bei Rohrbach, wo die Rödern ihren Stammsitz hatten. Die Rödern blieben bis 1764 Eigentümer dieser Güter. In der zweiten Hälfte des 16. Jahrhunderts verstärkte sich der Einfluss der Reformation im Oberen Mühlviertel und immer mehr der katholischen Priester wurden aus den Pfarren vertrieben. Der katholische Vikar Hans Werndl in Niederkappel trat hingegen 1595 zum protestantischen Glauben über rund wurde von den ebenfalls protestantischen Rödern als evangelischer Prediger eingesetzt. Gleichzeitig legte die hohen Abgaben der Bauern den Grundstein für soziale Unruhen. Werndl übersiedelte nach St. Peter und wurde Anführer der aufständischen Bauern, die im Juli 1595 durch das westliche Mühlviertel zogen. Die Handlungen im Mühlviertel erfolgten im Rahmen des Zweiten oberösterreichischen Bauernaufstandes, wobei der Kaiser im Sommer 1597 Soldaten unter Gotthard von Starhemberg nach Haslach entsandte. Er forderte die Pfarren auf, dem reformatorischen Glauben abzuschwören und die Waffen abzugeben, woraufhin die Pfarren nach und nach aufgaben.
Nachdem Kaiser Ferdinand II Oberösterreich an Kurfürst Max II. von Bayern verpfändet hatte, wurde Adam von Herberstorff als Statthalter eingesetzt, der die Gegenreformation im Mühlviertel vorantrieb. Er ließ zwischen 1624 und 1625 alle evangelischen Schullehrer und Prediger vertreiben. Gegen die bayrischen Pfandherren regte sich jedoch rasch Widerstand und im Mai 1626 kam es nach einem Streit zwischen Bauern und bayrischen Soldaten zu einem offenen Aufstand gegen die Bayern, aus dem sich der Oberösterreichische Bauernkrieg entwickelte. Am 8. Oktober 1626 gelangte der Bäckermeister David Spatt aus Haibach mit Aufständischen Bauern nach Niederkappel, die das Schloss und die Taverne niederbrannten. Noch im selben Monat konnten die kaiserlichen Truppen jedoch den Bauernaufstand niederschlagen und Graf Rödern ließ in der Folge Schloss und Taverne wiedererrichten. Nachdem es zwischen 1626 und 1633 keinen Gottesdienst gegeben hatte, trat 1633 wieder ein katholischer Vikar seinen Dienst an. Bereits im Folgejahr wütete jedoch die Pest in Niederkappel, die ausgehend von Grafenau zwischen August und Oktober 1634 rund 100 Menschen das Leben kostete.

### Niederkappel im 18. und 19. Jahrhundert
1755 brannten bei einem Großbrand 13 von 20 Häuser in Niederkappel nieder. Unter Kaiser Joseph II. wurden im Zuge einer Steuerreform die Katastralgemeinden und der Grundsteuerkataster eingeführt, wobei auf dem heutigen Gemeindegebiet die Katastralgemeinden Niederkappel und Witzersdorf entstanden. Zu Beginn des 19. Jahrhunderts durchquerten französische Truppen in den Jahren 1800, 1805 und 1809 drei Mal das Mühlviertel, was den Bewohnern von Niederkappel durch die Einquartierung und Versorgung der Soldaten große Entbehrungen aufbürdete. Auf Grund der hohen Reparationszahlungen Österreichs an die Franzosen musste auch die Kirche drei Kelche und eine Monstranz an den Kaiser abliefern, während durch die Abtretung eines Teils des Hausrucksviertels an Bayern Niederkappel eine Zeit direkt an Bayern grenzte. Mitte des 19. Jahrhunderts wurden die heutigen politischen Gemeinden gegründet, wobei auf dem heutigen Gemeindegebiet von Niederkappel die Gemeinden Niederkappel und Witzersdorf entstanden. Gemeinsam mit den umliegenden Gemeinden bildeten die beiden Gemeinden ab 1850 den Gerichtsbezirk Lembach, der 1868 Teil des Bezirks Rohrbach wurde.
In der zweiten Hälfte des 19. Jahrhunderts kam es auch zu wichtigen Investitionen in die Infrastruktur der Gemeinde. Bereits 1832 war ein neues Schulgebäude errichtet worden, 1853 kam es zum Bau der ersten Wasserleitung. In weiterer Folge gründete man 1858 den Brandschadenversicherungsverein, 1872 eröffnete ein Postamt. Zudem wurde 1881 die Freiwillige Feuerwehr gegründet und 1890 mit dem Bau der neuen Pfarrkirche begonnen. Zudem wurde 1894 die Raiffeisenkasse Niederkappel gegründet.

### Niederkappel ab dem 20. Jahrhundert
Im Ersten Weltkrieg dienten die Männer der Gemeinde insbesondere in Italien, auf dem Balkan und an der Front gegen Russland. Insgesamt 51 Soldaten fielen durch den Krieg. In der Zwischenkriegszeit begann ab 1925 die Elektrifizierung der Gemeinde, bevor 1933 eine Brandkatastrophe über die Gemeinde hereinbrach. Insgesamt 22 Häuser in 11 Ortschaften brannten nieder. Im Zuge der Machtübernahme der Nationalsozialisten wurden die Gemeinden Niederkappel und Witzersdorf zur Gemeinde Niederkappel vereinigt. Im Frankreichfeldzug fiel im Juni 1940 der erste Niederkappler im Zweiten Weltkrieg an der Front. Insgesamt 95 Männer der Gemeinde wurden im Krieg getötet. Ab 1940 wurden Kriegsgefangene zur Zwangsarbeit in Niederkappel als Erntehelfer eingesetzt. Zunächst kamen 1940 28 belgische Soldaten nach Niederkappel, danach folgten auch Franzosen, Serben, sowjetische Zwangsarbeiter und polnische Mädchen. Sowjetische Zwangsarbeiter wurden beispielsweise beim Bau der Staumauer in Haar eingesetzt. Im Zuge der Kinderlandverschickung kamen 1943 auch 19 Kinder aus Wuppertal nach Niederkappel, 1944 folgten neun Kinder aus Wien. Das Vorrücken der sowjetischen Truppen führte zum Durchzug bzw. zeitweisen Aufenthalt volksdeutscher Flüchtlinge aus Kroatien, Siebenbürgen und Ungarn. Insgesamt 680 Flüchtlinge aus Osteuropa machten in Niederkappel Station. Kurz vor Ende des Krieges wurden auch in Niederkappel alte und untaugliche Männer zum Volkssturm einberufen, wobei sie Schützengräben ausheben mussten und an der Panzerfaust unterrichtet wurden. Amerikanische Truppen zogen zwischen dem 2. und 5. Mai 1945 durch Niederkappel, wobei das Mühlviertel schließlich zur sowjetischen Besatzungszone erklärt wurde. Am 2. August 1945 trafen 60 sowjetische Soldaten in Niederkappel ein, die im Ort einquartiert wurden und erst im Juli 1946 den Ort wieder verließen. 1955 zogen die Besatzungsmächte endgültig aus dem Mühlviertel und Österreich ab.
Die Eingemeindung von Witzersdorf blieb auch nach dem Ende des Krieges bestehen und 1950 wurde auch die Ortschaft Oberbumberg mit Ausnahme des Weilers Lehen sowie das Haus Dorf Nr. 10 nach Niederkappel umgemeindet. 1957 wurden im Ortszentrum zwei Häuser abgebrochen, wodurch die Ortsdurchfahrt erweitert werden konnte und ein Park entstand. Zudem wurde in diesem Jahr die Ortsbeleuchtung installiert. Weitere Investitionen in die Infrastruktur erfolgten ab den 1960er Jahren. So wurde zwischen 1960 und 1963 ein neues Amtsgebäude errichtet, 1962 ein Musikheim erbaut und ab 1964 die Niederkappeler Bezirksstraße ausgebaut. 1967 wurde eine Postautobuslinie nach Rohrbach eingerichtet. Durch die Errichtung des Kraftwerks Aschach mussten hingegen 15 Häuser in Grafenau abgerissen und 123 Personen umgesiedelt werden. In den 1970er Jahren erfolgte der Ausbau und die Asphaltierung des Straßennetzes, zudem wurde zwischen 1973 und 1975 die neue Volksschule errichtet. 1975 begann der Neubau des Sportplatzes, 1979 der Betrieb des Kindergartens. Weitere Investitionen in den 1980er Jahren betrafen die Errichtung eines Tennisplatzes und eines Freibades sowie den Neubau der Aufbahrungshalle. 1990 bis 1991 wurde der Kindergarten neu errichtet.

## Bevölkerung

### Bevölkerungsstruktur
2013 lebten in der Gemeinde Niederkappel 972 Menschen, womit Niederkappel im unteren Mittelfeld der 42 Gemeinden des Bezirks lag. Ende 2001 waren 97,3 Prozent der Bevölkerung österreichische Staatsbürger (Oberösterreich 92,8 Prozent, Bezirk Rohrbach 96,9 Prozent), bis zum Jahresbeginn 2013 stieg der Wert auf 99,6 Prozent (Oberösterreich 91,1 Prozent, Bezirk Rohrbach 96,9 Prozent) an. Insgesamt wurden 2013 in der Gemeinde nur vier Ausländer gezählt, die alle aus EU-Ländern stammten. Insgesamt 15 Gemeindebewohner waren im Ausland geboren worden. Zur römisch-katholischen Kirche bekannten sich 2001 96,2 Prozent der Einwohner (Oberösterreich: 79,4 Prozent), 1,0 Prozent waren ohne Bekenntnis, 1,7 Prozent islamischen Glaubens und 0,2 Prozent evangelisch.
Der Altersdurchschnitt der Gemeindebevölkerung lag 2001 etwa im Landesdurchschnitt. 19,1 Prozent der Einwohner von Kleinzell waren jünger als 15 Jahre (Oberösterreich: 18,8 Prozent), 61,9 Prozent zwischen 15 und 59 Jahre alt (Oberösterreich: 61,6 Prozent). Der Anteil der Einwohner über 59 Jahre lag mit 19,1 Prozent knapp unter dem Landesdurchschnitt von 20,2 Prozent. Der Altersdurchschnitt der Bevölkerung von Niederkappel veränderte sich in der Folge vor allem in den ersten beiden Segmenten. Der Anteil der unter 15-jährigen sank per 1. Jänner 2013 auf 15,2 Prozent, während sich der Anteil der Menschen zwischen 15 und 59 Jahren 6,8 Prozent verwitwet und 1,8 Prozent geschieden.

### Bevölkerungsentwicklung
Die Bevölkerungsentwicklung auf dem Gebiet der Gemeinde Niederkappel verlief zwischen 1869 und 2013 verglichen mit der Bevölkerungsentwicklung des Bezirks Rohrbach weit unter dem Durchschnitt. Verglichen mit dem Land Oberösterreich war die Einwohnerentwicklung noch schwächer ausgeprägt. Insgesamt verlor die Gemeinde zwischen 1869 und 2013 32 Prozent seiner Einwohnerzahl. Zunächst schwankte die Einwohnerzahl zwischen 1869 und 1961 in einem vergleichsweise engen Band zwischen rund 1.250 und 1.450 Einwohnern, wobei 1934 mit 1.445 Einwohnern der bisherige Höchststand verzeichnet wurde. Seit 1951 ging die Einwohnerzahl von niedrigem Niveau aus sukzessive zurück. Die Bevölkerungsentwicklung war in den letzten Jahrzehnten von einem hohen Geburtenüberschuss, bei gleichzeitig noch höherer Abwanderung geprägt.

## Kultur und Sehenswürdigkeiten

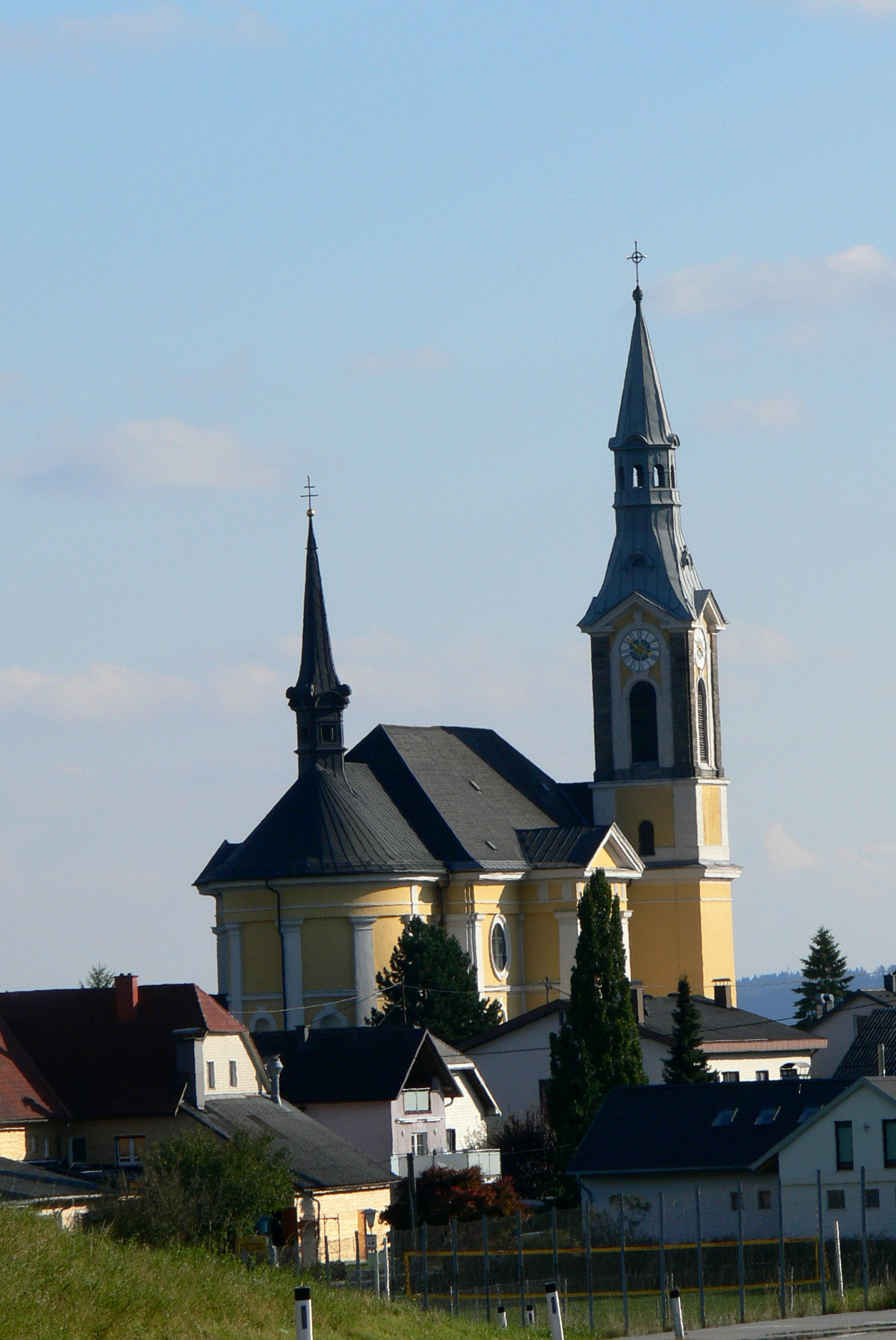
Mühlviertler Dom

- Katholische Pfarrkirche Niederkappel hl. Andreas: Die gotische Kirche aus den Jahren 1404–1411 wurde im 19. Jahrhundert zu klein. Sie wurde von 1890 bis 1895 im Stil der Neurenaissance nach Plänen von Raimund Jeblinger umgebaut und vergrößert – zum größten kirchlichen Hallenbau des Mühlviertels.
- Rudolf-Kirchschläger-Zentrum (Museum): Eine Dauerausstellung zeigt das Leben und Wirken des Menschen und Politikers Rudolf Kirchschläger, der in Niederkappel (Grafenau) geboren wurde.

## Wirtschaft und Infrastruktur

### Arbeitsstätten und Beschäftigte
Niederkappel beherbergte 2011 96 Arbeitsstätten mit 260 Beschäftigten, wobei alleine im Bereich der Sachgütererzeugung 107 Menschen bzw. rund 41 Prozent der Beschäftigten in Niederkappel in fünf Arbeitsstätten arbeiteten. In der Sachgütererzeugung tätig ist beispielsweise die ÖkoFEN Forschungs- und EntwicklungsgesmbH, die europaweit 800 Menschen im Bereich der Pelletsheizungs-Fertigung beschäftigt und ihren Sitz in Niederkappel hat. Hinter der Sachgütererzeugung war 2011 der Bereich Land- und Forstwirtschaft mit 78 Beschäftigten (30 Prozent) an 59 Arbeitsstätten von Bedeutung, in allen anderen Branchen waren maximal fünf Prozent der in Niederkappel arbeitenden Menschen beschäftigt.
Von den Ende Oktober 2011 in Niederkappel lebenden 525 Erwerbspersonen waren nur 0,6 Prozent arbeitslos. Von den 519 Erwerbstätigen waren 132 in der Sachgütererzeugung (25 Prozent), 70 im Handel (14 Prozent) und 58 in der Land- und Forstwirtschaft (11 Prozent) beschäftigt. Weitere wichtige Branchen waren das Bauwesen mit neun Prozent und das Gesundheits- und Sozialwesen bzw. die öffentliche Verwaltung mit je sieben Prozent. Von den 506 Erwerbstätigen aus Niederkappel (ohne temporär von der Arbeit abwesende Personen erwerbstätigen Einwohnern) gingen Ende Oktober 2011 125 Personen in Niederkappel ihrer Beschäftigung nach. 381 bzw. 75 Prozent mussten zur Arbeit auspendeln. Von den Auspendlern hatten 49 Prozent ihre Arbeitsstätte im Bezirk Rohrbach und 30 Prozent in der Landeshauptstadt Linz. Wichtigste Auspendlergemeinden neben Linz waren Lembach im Mühlkreis, die Bezirkshauptstadt Rohrbach und Sarleinsbach. Im Gegenzug pendelten 107 Menschen nach Niederkappel ein, wobei 92 Prozent aus dem Bezirk Rohrbach stammten. Wichtigste Herkunftsgemeinde war Lembach.

### Land- und Forstwirtschaft
Die Statistik wies für die Gemeinde Niederkappel 2010 81 land- und forstwirtschaftliche Betriebe aus. Darunter befanden sich 42 Haupterwerbsbetriebe und 35 Nebenerwerbsbetriebe sowie 4 Personengemeinschaften. Die Gesamtbetriebszahl war gegenüber 1999 um 18 Betriebe bzw. 18,2 Prozent gesunken, wobei insbesondere die Anzahl der Haupterwerbsbetriebe stark rückläufig war. Verglichen mit dem Bezirk Rohrbach und dem Land Oberösterreich lag der Gesamtrückgang dabei leicht unter dem Durchschnitt. Wesentlich stärker war der Rückgang zwischen 1990 und 1999 ausgefallen, als die Gesamtzahl der Betriebe von 132 auf 99 gefallen war. Der Rückgang hatte in den 1990er Jahren ausschließlich die Nebenerwerbsbetriebe getroffen während die Zahl der Haupterwerbsbetriebe in dieser Zeitspanne sogar angestiegen war. Insgesamt bewirtschafteten die Betriebe in Niederkappel 2010 insgesamt 1.843 Hektar Fläche, wobei 67 Prozent der Fläche von Vollerwerbsbauern und 25 Prozent von Nebenerwerbslandwirten bewirtschaftet wurden. Die Durchschnittsfläche der Vollerwerbsbauern lag dabei mit 29,3 Hektar deutlich unter dem Bezirksschnitt (34,7 Hektar) bzw. oberösterreichischen Durchschnitt von 33,8 Hektar.
Die starke Zersplitterung der landwirtschaftlichen Grundstücke führte zwischen 1949 und 1974 zu einer langwierigen Grundzusammenlegung in der Gemeinde, durch die die ursprüngliche Zahl von 1544 Grundstücken auf nur 593 reduziert wurde. Die Organisation der Ortsbauernschaft orientiert sich noch heute an den ursprünglich zwei Gemeinden, weshalb eine Ortsbauernschaft Niederkappel und eine Ortsbauernschaft Witzersdorf besteht.

### Gemeindefinanzen
Die Gemeinde Niederkappel verfügte im Jahr 2013 über Einnahmen und Ausgaben von je rund 1,96 Millionen Euro. Aus öffentlichen Abgaben lukrierte Niederkappel rund 0,89 Millionen Euro. Dabei erhielt die Gemeinde rund 0,75 Millionen aus Ertragsanteilen an gemeinschaftlichen Bundesabgaben und rund 140.000 Euro aus Gemeindeabgaben (Kommunalsteuer, Grundsteuer B). Hinzu kamen rund 245.000 Euro aus Finanzzuweisungen und Zuschüssen. Mit 520.000 Euro waren Gebühren auf die Dienstleistungen wie Abwasserentsorgung, Abfallbeseitigung und Wasserversorgung die größten Einnahmequellen, wobei die Gebühren für die Abwasserbeseitigung mit rund 375.000 Euro den größten Anteil ausmachte. Weitere Einnahmen kamen aus den Bereichen Straßen- und Wasserbau, Verkehr (195.000 Euro) sowie Unterricht, Erziehung, Sport und Wissenschaft (77.000 Euro, insbesondere aus Beiträgen für den Kindergarten). Hauptausgabeposten waren mit 587.000 Euro Dienstleistungen der Gemeinde, wobei sich erneut die Abwasserentsorgung mit 367.000 Millionen Euro am stärksten zu Buche schlug. Für die Gemeindeverwaltung und die Kosten der gewählte Gemeindeorgane gab Niederkappel 346.000 Euro aus, 278.000 Euro entfielen auf den Bereich Unterricht, Erziehung, Sport und Wissenschaft (Kindergarten, Volks- und Hauptschule), 265.000 Euro auf den Straßenbau, 201.000 Euro auf Soziale Wohlfahrt und Wohnbauförderung (Sozialhilfeverbandsumlage) und 192.000 Euro auf den Bereiche Gesundheit (insbesondere Krankenanstaltenbeitrag).
Mit ihrer Finanzkraft (Gemeindeabgaben plus Ertragsanteile an gemeinschaftlichen Bundesabgaben) lag Niederkappel 2012 im Vergleich mit den übrigen 444 Gemeinden in Oberösterreich 2012 nur an 374. Stelle, wobei die Finanzkraft pro Kopf 871 Euro betrug. Mit einer Pro-Kopf-Verschuldung von 3.506 Euro bzw. gesamt 3,43 Millionen Euro rangierte Niederkappel im Jahr 2012 54. Stelle der am höchsten verschuldeten Gemeinden Oberösterreichs.

## Politik

### Gemeinderat
Der Gemeinderat als oberstes Gremium der Gemeinde umfasst 13 Sitze und wird alle sechs Jahre im Zuge oberösterreichweiter Gemeinderatswahlen gewählt. Der Gemeindevorstand setzt sich aus drei Mitgliedern zusammen, wobei die Österreichische Volkspartei (ÖVP) nach der Gemeinderatswahl 2009 mit dem Bürgermeister und dem Vizebürgermeister im Gemeindevorstand vertreten ist und damit in diesem Gremium die absolute Mehrheit stellt. Die Freiheitliche Partei Österreichs (FPÖ) entsendet ein weiteres Mitglieder.
Stärkste Fraktion im Gemeinderat von Niederkappel ist seit jeher die ÖVP, die in der Zeit seit 1945 immer die absolute Stimmen- und Mandatsmehrheit erzielte bzw. großteils sogar über eine Zweidrittelmehrheit verfügte. 1985 kam die ÖVP mit 80,3 Prozent auf ihr bisher bestes Ergebnis, 2009 verzeichnete sie mit 62,8 Prozent ihr schlechtestes Ergebnis. Zweitstärkste Partei im Gemeinderat von Niederkappel war bis 1997 immer die Sozialdemokratische Partei Österreichs (SPÖ), die seit 1945 auf Ergebnisse zwischen 12,5 und 28,9 Prozent kam. Dabei schloss die SPÖ bei Gemeinderatswahlen bis in die Mitte der 1980er Jahre immer über 20 Prozent Stimmenanteil ab, bevor sie 1985 erstmals unter 20 Prozent fiel. Die Freiheitliche Partei Österreichs (FPÖ) trat 1991 erstmals in der Gemeinde an und konnte bereits 1997 die SPÖ überholen. Nachdem sie 2003 auf 8,9 Prozent gefallen war, konnte sie 2009 mit 24,7 Prozent ihr bisher bestes Ergebnis erzielen. Die FPÖ erreichte in Niederkappel 2009 zudem das beste Ergebnis im Bezirk Rohrbach. Bei der letzten Gemeinderatswahl 2009 erreichte die ÖVP 62,8 Prozent bzw. neun Mandate, die FPÖ kam auf 24,7 Prozent bzw. drei Mandate und die SPÖ erreichte 12,5 Prozent sowie ein Mandat.
- Mit den Gemeinderats- und Bürgermeisterwahlen in Oberösterreich 1997 hatte der Gemeinderat folgende Verteilung: 14 ÖVP, 3 FPÖ und 2 SPÖ.[14]

- Mit den Gemeinderats- und Bürgermeisterwahlen in Oberösterreich 2003 hatte der Gemeinderat folgende Verteilung: 9 ÖVP, 3 SPÖ und 1 FPÖ.[15]

- Mit den Gemeinderats- und Bürgermeisterwahlen in Oberösterreich 2009 hatte der Gemeinderat folgende Verteilung: 9 ÖVP, 3 FPÖ und 1 SPÖ.[16]

- Mit den Gemeinderats- und Bürgermeisterwahlen in Oberösterreich 2015 hatte der Gemeinderat folgende Verteilung: 9 ÖVP, 3 FPÖ und 1 SPÖ.[17]

- Mit den Gemeinderats- und Bürgermeisterwahlen in Oberösterreich 2021 hat der Gemeinderat folgende Verteilung: 9 ÖVP, 3 FPÖ und 1 SPÖ.[18]

### Bürgermeister
Der Bürgermeister wird seit 1997 in einer Direktwahl bestimmt, wobei es bei keiner absoluten Mehrheit für einen Kandidaten zu einer Stichwahl kommt. Die erste Direktwahl konnte der seit 1995 amtierende Bürgermeister Rudolf Kehrer (ÖVP) mit 90,0 Prozent für sich entscheiden. Auch 2003 und 2009 wurde Kehrer mit 80,8 bzw. 78,6 Prozent wiedergewählt. Gegenkandidaten gab es bei den drei Wahlen jeweils keinen.
Bürgermeister seit 1850:
| Amtszeit  | Name              | Amtszeit  | Name                |
| --------- | ----------------- | --------- | ------------------- |
| 1850–1864 | Ignaz Plattner    | 1942–1945 | Ludwig Ertl         |
| 1864–1867 | Georg Pumberger   | 1945–1949 | Franz Mayrhofer     |
| 1867–1870 | Anton Amerstorfer | 1949–1965 | Anton Leitenbauer   |
| 1870–1906 | Josef Pumberger   | 1965–1985 | Karl Streinesberger |
| 1906–1909 | Georg Fuchs       | 1985–1995 | Hubert Hackl        |
| 1909–1919 | Mathias Pumberger | 1995–2013 | Rudolf Kehrer       |
| 1919–1942 | Alois Mayrhofer   | 2013–     | Josef Wögerbauer    |

### Sonstige Wahlen
Wie bei Gemeinderatswahlen dominiert die ÖVP auch bei Landtagswahlen in der Gemeinde. Bis 2003 konnte die ÖVP dabei mit Ausnahme einer Wahl immer eine Zweidrittelmehrheit erzielen, wobei sie 1985 mit 80,1 Prozent ihr bisher bestes Ergebnis erzielte. Seitdem verlor die ÖVP jedoch sukzessive an Stimmenanteilen. Zweitstärkste Partei war bei Landtagswahlen bis 1991 immer die SPÖ, die Wahlergebnisse zwischen 10,9 und 27,6 Prozent für sich verbuchen konnte. Ihr bestes Ergebnis hatte die SPÖ dabei 1949, ihr schlechtestes 1979. Die FPÖ kam in der Gemeinde bis 1985 nicht über 3,1 Prozent hinaus. Erst mit der Wahl 1991 konnte die FPÖ mit 10,9 Prozent ein nennswertes Ergebnis erzielen. 1997 konnte die FPÖ die SPÖ erstmals überholen, 2003 stürzte sie auf 6,4 Prozent ab. 2009 konnte sie mit 18,5 Prozent ihr bisher bestes Ergebnis erzielen. Bei der letzten Landtagswahl 2009 kam die ÖVP mit 62,9 Prozent und ihrem bisher niedrigsten Ergebnis auf den ersten Platz. Die SPÖ kam nur noch auf 11,2 Prozent und musste damit rund 13 Prozent ihrer Stimmenanteile abgeben. Die FPÖ erreichte mit 18,5 Prozent ihr bisher bestes Ergebnis, die Grünen kamen auf 4,3 Prozent.

### Wappen
Die Gemeinde Niederkappel bestimmte mit Beschluss des Gemeinderats am 16. Februar 1982 die Gestaltung des Gemeindewappens sowie die Gemeindefarben (Rot-Weiß-Blau). Das Wappen wurde in der Folge durch Beschluss der oberösterreichischen Landesregierung vom 19. April 1982 verliehen bzw. die Gemeindefarben genehmigt. Die Blasonierung des Wappens lautet: „In Silber ein rotes, anstoßendes Andreaskreuz, dessen Schräglinksbalken mit drei silbernen, sechsstrahligen Sternen belegt ist; im Schildfuß eine blaue, von einem blauen Wellenleistenstab überhöhte Wellenleiste.“ Dabei nimmt das Wappen Bezug auf die Geschichte, auf die Religion und die Lage der Gemeinde. Das geschrägte Kreuz symbolisiert das Andreas-Patrozinium der Pfarre Niederkappel, während die drei silbernen Sterne im Schrägbalken an die Herren von Rödern erinnern, die im 17. Jahrhundert im Besitz des Schlösschens Kapell waren. Die blauen Wellen im Schildfuß stehen wiederum für die das Gemeindegebiet im Süden und Osten begrenzenden Flüsse Donau und Kleine Mühl.

## Persönlichkeiten

### Söhne und Töchter der Gemeinde
- Rudolf Kirchschläger (1915–2000), Richter, Politiker, österreichischer Bundespräsident von 1974 bis 1986